# Felton (Herefordshire)
Felton – wieś i civil parish w Anglii, w hrabstwie Herefordshire. W 2001 civil parish liczyła 71 mieszkańców. Felton jest wspomniana w Domesday Book (1086) jako Feltone.